# اختبار تحري المخدرات
اختبار تحري المخدرات هو تحليل تقني لعينة بيولوجية، مثل البول والشعر والدم والنفس والعرق و/أو سائل الفم/اللعاب - لتحديد وجود أو عدم وجود أحد العقاقير الأم أو مستقلباتها. تشمل التطبيقات الرئيسية لاختبار المخدرات الكشف عن وجود الستيرويدات المنشطات المحسنة للأداء في الرياضة، وتحري أرباب العمل وضباط الإفراج المشروط/المراقبة للكشف عن المخدرات المحظورة بموجب القانون (مثل الكوكايين والميثامفيتامين والهيروين) واختبار ضباط الشرطة للتحري عن وجود وتركيز الكحول (الإيثانول) في الدم والذي يشار إليه عادةً باسم BAC (تركيز الكحول في الدم). تُجرى اختبارات تركيز الكحول في الدم عادةً عن طريق مقياس الكحول بالدم بينما يُستخدم تحليل البول غالبًا في الرياضات وأماكن العمل. توجد طرق أخرى عديدة بدرجات متفاوتة من الدقة والحساسية (عتبة الكشف) وفترات الكشف.
قد يشير اختبار المخدرات أيضًا إلى اختبار يوفر تحليلًا كيميائيًا كميًا لعقار غير قانوني، ويهدف عادةً إلى المساعدة في تعاطي العقاقير المسؤول.

## فترات الكشف
تعتمد نوافذ الكشف على عوامل متعددة: صنف الدواء وكمية وتكرار الاستخدام ومعدل الأيض وكتلة الجسم والعمر والصحة العامة ودرجة حموضة البول. لسهولة الاستخدام، أُدرجت فترات الكشف عن المستقلبات لكل العقاقير الأم. مثلًا، لا يمكن الكشف عن الهيروين والكوكايين إلا بعد بضع ساعات من الاستخدام، لكن يمكن الكشف عن مستقلباتهما في البول لعدة أيام بعد الاستخدام. يوضح الجدول أطول فترات الكشف عن المستقلبات.
تحاكي نتائج فحص سائل الفم أو اللعاب في معظمها نتائج فحص الدم. باستثناء رباعي هيدرو كانابينول (THC) والبنزوديازيبينات. يكشف سائل الفم مادة رباعي هيدرو كانابينول بعد تناولها بمدة أقصاها 6-12 ساعة. يسبب ذلك صعوبة في الكشف عن رباعي هيدرو كانابينول والبنزوديازيبينات في سائل الفم. 
يحاكي هواء التنفس غالب اختبارات الدم أيضًا. نظرًا لانخفاض مستويات المواد في هواء التنفس، يجب استخدام تقنية استشراب سائل مع مطيافية الكتلة لتحليل العينة وفقًا لمنشور حديث فُحصت فيه 12 حليلة.
لم توافق برامج تحري المخدرات في مكان العمل على استخدام طرق فحص سائل الفم السريعة ولم توافق إدارة الغذاء والدواء عليها أيضًا. يُحظر استخدام اختبارات تعاطي المخدرات السريعة عن طريق سائل الفم في مكان العمل فقط في:
- كاليفورنيا
- كانساس
- مين
- مينيسوتا
- نيويورك
- فيرمونت

يعطي الجدول التالي فترات كشف تقريبية لكل مادة حسب نوع الاختبار.
| المادة                                  | البول | الشعر           | دم / سائل الفم |
| الكحول                                  | 6-24 ساعة. ملاحظة: قد تقيس اختبارات الكحول مستويات إيثيل غلوكورونيد، والذي قد يبقى في البول لمدة تصل إلى 80 ساعة                                  | حتى 90 يومًا     | 12-24 ساعة |
| الأمفيتامينات (باستثناء الميثامفيتامين) | 1-3 أيام | حتى 90 يومًا     | 12 ساعة |
| الميثامفيتامين                          | 3-5 أيام | حتى 90 يومًا     | 1-3 أيام |
| MDMA (إكستاسي)                          | 3-4 أيام | حتى 90 يومًا     | 3-4 أيام |
| الباربيتورات (باستثناء الفينوباربيتال)  | يوم واحد | حتى 90 يومًا     | من يوم حتى يومين |
| البنزوديازيبينات                        | الاستخدام العلاجي: حتى 7 أيام. الاستخدام المزمن (أكثر من سنة): 4-6 أسابيع                                                                         | حتى 90 يومًا     | 6-48 ساعة |
| القنب                                   | الاستنشاق السلبي: حتى 22 دقيقة. في حال الاستخدام القليل: 7-10 أيام؛ في حال الاستخدام المكثف: 30-100 يوم؛                                          | حتى 90 يومًا     | 2-3 أيام في الدم، وحتى أسبوعين في الدم في حال الاستخدام المكثف ومع ذلك. يعتمد ذلك على ما إذا كان يتم اختبار مستويات رباعي هيدرو كانابينول الفعلية أو مستقلباته، إذ تملك المستقلبات فترة كشف أطول بكثير من المركب نفسه. قد لا يمكن كشف رباعي هيدرو كانابينول (الموجود في الماريجوانا) إلا في اللعاب/سائل الفم لمدة 2-24 ساعة، رغم كشفه في حالات نادرة لمدة تصل إلى 28 يومًا بعد الاستهلاك. |
| كوكايين                                 | 2-5 أيام (باستثناءات حالات الاستخدام المكثف إذ قد يكون الاختبار إيجابي حتى 4/6 أسابيع، بالإضافة إلى الأفراد الذين يعانون من اضطرابات كلوية معينة) | حتى 90 يومًا     | 2-10 أيام، وتصل إلى 6/8 أسابيع في حال الاستخدام المكثف أو التعاطي السابق |
| كودين                                   | 2-3 أيام | حتى 90 يومًا     | 1-4 أيام |
| الكوتينين (ناتج تحطم النيكوتين)         | 2-4 أيام | حتى 90 يومًا     | 2-4 أيام |
| مورفين                                  | 2-4 أيام | حتى 90 يومًا     | 1-3 أيام |
| مضادات الاكتئاب ثلاثية الحلقات (TCA's)  | 7-10 أيام | غير قابلة للكشف | قابلة للكشف لكن لم تتحدد علاقتها بالجرعة. |
| ثنائي إيثيل أميد حمض الليسرجيك (LSD)    | 2-24 ساعة | حتى 4 أيام      | 2-4 أيام |
| ميثادون                                 | 7-10 أيام | حتى 90 يومًا     | 24 ساعة |
| ستيرويدات                               | 3-30 يومًا |                 | |
| فينسيكليدين (PCP)                       | 3-7 أيام للاستخدام الفردي؛ حتى 30 يومًا لدى الاستخدام المزمن                                                                                       | حتى 90 يومًا     | 1-3 أيام |

## الأنواع

### اختبار تحري المخدرات في البول
يستخدم تحليل البول بالدرجة الأولى بسبب كلفته المنخفضة. يعد اختبار تحري المخدرات في البول أحد أكثر طرق الاختبار المستخدمة شيوعًا. تعد تقنية الإنزيم المضاعف للمقايسة المناعية طريقة تحليل البول الأكثر استخدامًا. قُدمت شكاوى حول المعدلات المرتفعة نسبيًا للإيجابيات الكاذبة الناتجة عن هذا الاختبار.
تفحص هذه الاختبارات البول للتحري عن وجود أحد الأدوية الأم أو مستقلباتها. لا تشير مستويات الدواء أو مستقلباته إلى زمن تناول الدواء أو مقدار تعاطيه من قبل المريض. بل هي مجرد تقرير تأكيدي يشير إلى وجود الدواء الأم أو مستقلباته.

### اختبار التنفس
اختبار التنفس هو وسيلة سريعة شائعة لكشف التسمم الكحولي. يقيس اختبار التنفس تركيز الكحول في الجسم عن طريق تنفس رئوي عميق. هناك أدوات مختلفة تستخدم لقياس مستويات الكحول عبر النفس. مقياس الكحول بالدم هو أداة معروفة على نطاق واسع طورت في عام 1954 وتحتوي على مواد كيميائية على عكس أدوات اختبار التنفس الأخرى. أكثر الأدوات المستخدمة حداثة هي أجهزة امتصاص الضوء بالأشعة تحت الحمراء وكاشفات خلايا الوقود، ويمكن التحكم بها باستخدام معالج دقيق ما يعني أن يضغط المشغل على زر البدء فقط.

### اختبار الشعر
استخدم تحليل الشعر للكشف عن المواد المسببة للإدمان من قبل أنظمة المحاكم في الولايات المتحدة والمملكة المتحدة وكندا ودول أخرى في جميع أنحاء العالم. في الولايات المتحدة، تم قبول اختبار الشعر في قضايا المحاكم كدليل جنائي وفقًا لقاعدة فري وقواعد الإثبات الفيدرالية وقاعدة دوبرت. على هذا النحو، نتائج اختبار الشعر معترف بها قانونيًا وعلميًا كدليل مقبول.
رغم أن بعض المحاكم الدنيا قبلت أدلة اختبار الشعر، لا يوجد حكم قضائي إداري سواء في النظام الفيدرالي أو أي نظام حكومي يعلن أن أي نوع من اختبار الشعر موثوق به.
اختبار الشعر معترف به الآن في كل من الأنظمة القضائية في المملكة المتحدة والولايات المتحدة. هناك إرشادات حول اختبار الشعر نشرتها جمعية اختبار الشعر (شركة خاصة في فرنسا) والتي تحدد العلامات وتراكيز العتبة التي يجب اختبارها. تشمل المواد المسببة للإدمان التي يمكن اكتشافها الماريغوانا والكوكايين والأمفيتامينات والعقاقير الجديدة في المملكة المتحدة مثل ميفيدرون.

### الكحول
على عكس المواد المستهلكة الأخرى، يترسب الكحول مباشرةً في الشعر. لهذا السبب، تستخدم طرق للكشف عن نواتج الاستقلاب المباشرة للإيثانول. يتأكسد الجزء الرئيسي من الكحول في جسم الإنسان. هذا يعني أنه يتحرر على هيئة ماء وثاني أكسيد الكربون. يتفاعل جزء واحد من الكحول مع الأحماض الدهنية لإنتاج الإسترات. تستخدم مستويات التراكيز الأربعة من استرات إيثيل الأحماض الدهنية هذه (إيثيل ميريستات، إيثيل بالميتات، إيثيل أوليات، وإيثيل ستيرات) كمؤشرات على استهلاك الكحول. تقاس الكميات الموجودة في الشعر بالنانوغرام (كل 1 نانوغرام يعادل فقط واحد من المليار من الغرام)، لكن بفضل التكنولوجيا الحديثة، يمكن كشف مثل هذه الكميات الصغيرة. عند الكشف عن إيثيل غلوكورونيد، يمكن للاختبار كشف الكميات بالبيكوغرام (كل 1 كل 1 بيكوغرام يعادل 0.001 نانوغرام).